# (2250) Stalingrad
(2250) Stalingrad (1972 HN; 1951 UL; 1968 UK) ist ein Asteroid des äußeren Hauptgürtels, der am 18. April 1972 von der sowjetischen Astronomin Tamara Michailowna Smirnowa am Krim-Observatorium in Nautschnyj (IAU-Code 095) entdeckt wurde. Der Asteroid gehört zur Themis-Familie, einer Gruppe von Asteroiden, die nach (24) Themis benannt sind.

## Benennung
(2250) Stalingrad wurde nach der Schlacht von Stalingrad benannt, bei der das Deutsche Reich und die Sowjetunion um das heutige Wolgograd kämpften. Der Sieg der Sowjetunion stellte einen entscheidenden Wendepunkt im Zweiten Weltkrieg dar.